# Николај Фирјубин
Николај Фирјубин (рус. Николай Павлович Фирюбин, Симбирск, 4. април 1908 — Москва, 12. фебруар 1983) био је истакнути совјетски политичар. Обављао је функције амбасадора Совејтског Савеза у Чехословачкој (1954-1955) и Југославији (1955-1957), заменика министра спољних послова СССР (1957-1983) и генералног секретара политичког саветодавног одбора Варшавског пакта.

## Биографија
Родио се у Симбирску (данас Уљановск) 4. априла 1908. године. Почео је већ са 16 година да ради као грађевински радник. Члан Комунистичке партије Совјетског Савеза постао је 1929. године. Завршио је Московски авио институт 1935. године и запослио се у фабрици авиона. Постао је 1938. године један од руководилаца у раду партије и Совјетског Савеза.
Од 1940. до 1943. године био је секретар регионалног комитета Комунистичке партије за Москву. Током Другог светског рата био је овлашћени представник Државног комитета за одбрану. Члан Московског градског одбора КПСС био је у периоду 1943−1949, а шеф техничког одељења и заменик председника Московског градског извршног одбора од 1950. до 1953. године.
Од 1953. године па до смрти био је у дипломатској скужби. Био је амбасадор Совејтског Савеза у Чехословачкој (1954-1955) и Југославији (1955-1957), заменик министра спољних послова СССР (1957-1983) и генерални секретар политичког саветодавног одбора Варшавског пакта.
Женио се три пута, а најпознатији брак му је био са Јекатерином Фуртсевом, совјетским министром културе и првим женским чланом политбироа. Преминуо је у Москви 12. фебруара 1983. године.